# Gumilevia mungoparki
Gumilevia mungoparki is een vlinder uit de familie van de Houtboorders (Cossidae). De wetenschappelijke naam van deze soort is voor het eerst voorgesteld door Roman Viktorovitsj Jakovlev in een publicatie uit 2022.
De soort komt voor in Nigeria.